# 吳羽文
吳羽文（?—?），字長卿，江西承宣布政使司南昌府（今江西省南昌市）人，明朝政治人物，同進士出身。

## 生平
萬曆四十年壬子科江西乡试举人，四十一年（1613年）联捷癸丑科進士，授全椒县知县，调繁江都县，晋兵部主事，督武学。天啓二年（1622年）改礼部主事，三年改吏部验封司主事，不久请求辞职。
崇禎六年起为吏部验封司员外郎，历考功司郎中，官至吏部文選郎中，與溫體仁屢次發生矛盾。溫體仁設局錢龍錫、李邦華等人牽連到吳羽文，吳羽文被貶戍邊，很久後方恢復官職。